# Русь (газета, 1880)
«Русь» — московская газета, основанная в 1880 году Иваном Сергеевичем Аксаковым. Выпускалась до 1886 — года смерти Ивана Аксакова.
Первоначально она имела 24 страницы, позднее её объём, формат и структура неоднократно менялись.

## Рубрики
- «Еженедельные итоги»
- «Русская область»
- «Внутренние дела»
- «Вне России»
- «Корреспонденции»

## Сотрудники
Среди сотрудников газеты были С. Ф. Шарапов, Д. Ф. Самарин, H. H. Страхов, О. Ф. Миллер, В. И. Ламанский, П. Д. Голохвастов, И. Н. Павлов, С. А. Рачинский, протоиерей А. М. Иванцов-Платонов, В. С. Соловьёв. В «Руси» публиковали статьи Н. С. Лескова, Н. Я. Данилевского, С. Ю. Витте, А. М. Бутлерова, В. И. Ламанского.
Многие сотрудники публиковались под псевдонимами.

## Идеология
«Русь» поддерживала взгляды славянофилов.
Сотрудники газеты считали, что для каждого слоя населения должна быть своя отдельная система образования: например, крестьян следовало воспитывать в духе православных традиций, в то время как властвующая элита должна была получать всестороннее университетское образование.
Аксаков и его сотрудники имели националистические устремления, они хотели сохранить имперское единство и создать условия, в которых все привилегии и преимущества были у национального большинства.
Аксаков считал, что для России подходит только монархический строй. С одной стороны, «Русь» хотела усилить авторитет царя и правящей элиты, с другой стороны — газета активно указывала на существенные недостатки в управлении страной.
«Русь» существовала в период кризиса российской финансовой системы, начавшегося после войны с Турцией. Поэтому одним из основных пунктов экономической программы «Руси» было создание благоприятных условий для развития отечественной промышленности. Сотрудники газеты считали, что Россия должна экспортировать не сырье, а готовый продукт. Также «Русь» пропагандировала национализацию железных дорог.
«Русь» выступала за свободу совести и вероисповедания, Аксаков критиковал уголовное преследование в религиозных вопросах, однако сам настаивал на привилегиях для православной церкви. Идеологи газеты хотели устранить раскол между Русской Православной Церковью и старообрядчеством.